# Ulrich Irmer
Ulrich (Uli) Irmer (ur. 19 stycznia 1939 w Bochum, zm. 12 kwietnia 2022 w Feldafingu) – niemiecki polityk i prawnik, poseł do Parlamentu Europejskiego I kadencji, deputowany Bundestagu XI, XII, XIII i XIV kadencji.

## Życiorys
Przez rok uczył się w szkole średniej w Michigan, maturę zdał w Niemczech. Studiował filozofię, teologię, literaturoznawstwo, politologię i historię na uczelniach w Bonn, Tybindze oraz Hamburgu. Na Uniwersytecie Ludwika i Maksymiliana w Monachium uzyskał magisterium z prawa, następnie zdał państwowe egzaminy prawnicze I i II stopnia. Pracował jako asystent zarządu firmy ubezpieczeniowej, w 1973 rozpoczął w Monachium praktykę jako adwokat i audytor.
W 1961 zaangażował się w działalność polityczną w ramach Wolnej Partii Demokratycznej, należał m.in. do jej krajowej egzekutywy (w latach 1984–1986, 1988–1990 i 1993–1995). W 1972 oficjalnie ogłoszono jego elekcję do Bundestagu, jednak po ponownym przeliczeniu głosów okazało się, że nie został wybrany do parlamentu. W 1979 wybrano go posłem do Parlamentu Europejskiego I kadencji. Przystąpił do frakcji liberałów i demokratów, należał m.in. do Komisji ds. Kontroli Budżetu, Komisji ds. Stosunków Gospodarczych z Zagranicą, Komisji ds. Rozwoju i Współpracy. W latach 1987–2002 zasiadał w Bundestagu czterech kadencji, będąc m.in. rzecznikiem FDP ds. międzynarodowych. Należał także do Zgromadzenia Parlamentarnego Rady Europy.
Jego małżeństwo zakończyło się rozwodem, miał córkę. W 2017 opublikował poświęconą polityce książkę pt. Am Fuß der chinesischen Mauer.